# Tutte le volte che ci siamo innamorati
Tutte le volte che ci siamo innamorati (Todas las veces que nos enamoramos) è una serie televisiva spagnola creata da Carlos Montero, in onda su Netflix. 

## Trama
Irene, una giovane cresciuta in una cittadina di provincia che si trasferisce per studiare cinema a Madrid con il sogno di diventare regista. In città stringe subito amicizia con i suoi compagni di corso e coinquilini Da e Jimena. Durante la première del nuovo film di un famoso regista, Romano, Irene e Da incontrano Julio, un giovane dalla vita complicata che conquista subito l'attenzione della giovane protagonista nonostante sia fidanzata con Fer. L'esistenza della potenziale coppia viene però segnata da un attentato terroristico in cui rimangono coinvolti, riuscendo per fortuna a sopravvivere, ma che diventa solo il primo degli eventi che lasceranno un segno indelebile nella vita dei personaggi principali.